# Estación de Itabaiana
La Estación Ferroviaria de Itabaiana fue una estación ferroviaria localizada en la ciudad de Itabaiana, Paraíba. Inaugurada en 1901 integraba la línea de la Great Western que unía Recife a Natal, era una de las cinco estaciones triangulares que existen o ya existieron en Brasil.
En 1907 fue inaugurado el ramal de Campina Grande y la estación de Itabaiana sirvió como enlace para los trenes que subían o bajaban de la Sierra de la Borborema.
El transporte de pasajeros no estaba presente en la línea desde los años 80 y la estación dejó de dar servicio en 1997, casi cien años después de su inauguración, dando lugar a una vivienda y un aserradero<http://www.estacoesferroviarias.com.br/paraiba/itabaiana.htm>Acceso (enlace roto disponible en Internet Archive; véase el historial, la primera versión y la última). en abril de 2012</ref>.